# Награда агенције СИЕПА
Агенција за страна улагања и промоцију извоза (SIEPA - Serbia Investment and Export Promotion Agency) додељује више годишњих нагарада:
- Награда инвеститор године (највећа инвестиција у прошлој години)
- Награда за отварање највећег броја нових радних места
- Награда за највећу приватизацију
- Специјална награда за недовољно развијене крајеве у Србији
- Специјална награда за друштвену одговорност

## Званична страница СИЕПА
- СИЕПА